# Alejandro Pardo
Alejandro Daniel Pardo (ur. 16 marca 1978 w Buenos Aires) – argentyński duchowny katolicki, biskup pomocniczy Buenos Aires od 2024.

## Życiorys
Święcenia kapłańskie przyjął 18 listopada 2006 i został inkardynowany do archidiecezji Buenos Aires. Po stażu wikariuszowskim w parafii św. Teresy od Dzieciątka Jezus objął probostwo w parafii Chrystusa Króla, a następnie został proboszczem w parafii św. Mikołaja z Bari.
19 czerwca 2024 papież Franciszek mianował go biskupem pomocniczym archidiecezji Buenos Aires oraz biskupem tytularnym Fissiana. Sakry udzielił mu 3 sierpnia 2024 arcybiskup Jorge García Cuerva.